# Campeonato Nacional da Divisão de Honra 2024
Der Campeonato Nacional da Divisão de Honra 2024 war die dritthöchste Spielklasse im Fußball auf der Insel São Tomé, einem Teilstaat des afrikanischen Inselstaates São Tomé und Príncipe. Die Saison wurde mit zehn Mannschaften ausgetragen. Jede Mannschaft absolvierte 18 Spiele in einer Hin- und Rückrunde.
| Pl.               | Verein               | Sp. | S  | U | N  | Tore    | Diff. | Punkte |
| ----------------- | -------------------- | --- | -- | - | -- | ------- | ----- | ------ |
| 1.                | Marítimo Micoló      | 17  | 13 | 3 | 1  | 043:160 | +27   | 42     |
| 2.                | CD Conde             | 18  | 10 | 5 | 3  | 025:190 | +6    | 35     |
| 3.                | Boavista FC          | 17  | 10 | 1 | 6  | 025:180 | +7    | 31     |
| 4.                | Desportivo Otótó     | 17  | 7  | 4 | 6  | 029:190 | +10   | 25     |
| 5.                | Santana FC (A)       | 18  | 7  | 4 | 7  | 029:300 | −1    | 25     |
| 6.                | UD Amadora (A)       | 18  | 6  | 4 | 8  | 030:320 | −2    | 22     |
| 7.                | Varzim SC            | 18  | 6  | 1 | 11 | 032:350 | −3    | 19     |
| 8.                | Andorinha SC         | 18  | 4  | 5 | 9  | 026:350 | −9    | 17     |
| 9.                | Benfica Porto Alegre | 17  | 4  | 4 | 9  | 018:310 | −13   | 16     |
| 10.               | Diogo Vaz            | 18  | 4  | 3 | 11 | 023:450 | −22   | 15     |
| Stand: Saisonende |                      |     |    |   |    |         |       |        |

Platzierungskriterien: 1. Punkte – 2. Tordifferenz – 3. geschossene Tore